# Marco conta uno due tre
Marco conta uno due tre è il secondo album in studio del cantautore italiano Marco Conidi, pubblicato nel 1991 dalla It con distribuzione Virgin Dischi.

## Il disco
Il disco, pubblicato su long playing, musicassetta e compact disc, è prodotto da Massimo Mastrangelo. Gli arrangiamenti sono curati da Guido Elmi e Alessandro Centofanti.
Il brano E noi qui, eseguito insieme a Bungaro e Rosario Di Bella, ha partecipato al Festival di Sanremo 1991, dove si è qualificato come finalista nella sezione "Novità".

## Tracce
Lato A
1. La gente libera
2. Mi devi benedire
3. Uno due tre
4. L'eternità
5. Angeli maleducati

Lato B
1. Mi mancherai
2. E noi qui (con Bungaro e Rosario Di Bella)
3. Sono ancora vivo
4. Ho chiesto te
5. La porta del cielo